# Алпите (поема)
„Алпите“ (на немски: Die Alpen) е поема от 1729 година на швейцарския поет Албрехт фон Халер.
Включваща 49 куплета по 10 александрини, тя няма повествователен характер, а съчетава описания на природни картини с етични разсъждения за отношението към природата, повлияни от барокови поети като Даниел Каспер фон Лоенщайн. В духа на Просвещението поемата възхвалява простия човешки труд и изразява убеждението, че природосъобразният живот на обикновените хора е по-нравствен и по-разумен от изтънчения и преситен бит на висшето съсловие.